# Boloria maxima
Boloria maxima är en fjärilsart som beskrevs av Ruggero Verity 1950. Boloria maxima ingår i släktet Boloria och familjen praktfjärilar. Inga underarter finns listade i Catalogue of Life.